# 非洲樹蛇
非洲樹蛇（学名：Dispholidus typus）是游蛇科非洲樹蛇屬（Dispholidus）的唯一一种。非洲树蛇头部小而短，吻部圆润，一般呈绿色或青色，背部有黑斑，但雌性可能会为烟灰色或褐色。该蛇出没于多种栖息地，尤其偏好稀树草原，一般为树栖，但会下地觅食，主要以鸟类、两栖爬行类和啮齿类为食。不同于其他后槽牙蛇类，非洲树蛇有剧毒。虽然其毒性需要数小时才会发作，但可严重扰乱人体的凝血机制且足以致命。

## 种间关系
非洲树蛇隶属于游蛇科下的黄颔蛇亚科，与非洲藤蛇属、硕眼树蛇属、灌栖蛇属等同样分布于非洲的蛇类关系密切。2016年的一项基因测序认为森林非洲藤蛇是非洲树蛇的姐妹群。
非洲树蛇目前有两个亚种：指名亚种Dispholidus typus typus广泛分布于撒哈拉以南非洲，而Disphodilus typus kivuensis 这一亚种则仅分布于大湖地区。然而，由于后者与指名亚种的基因差异较大，有学者认为其应该独立成种。

## 外貌描述

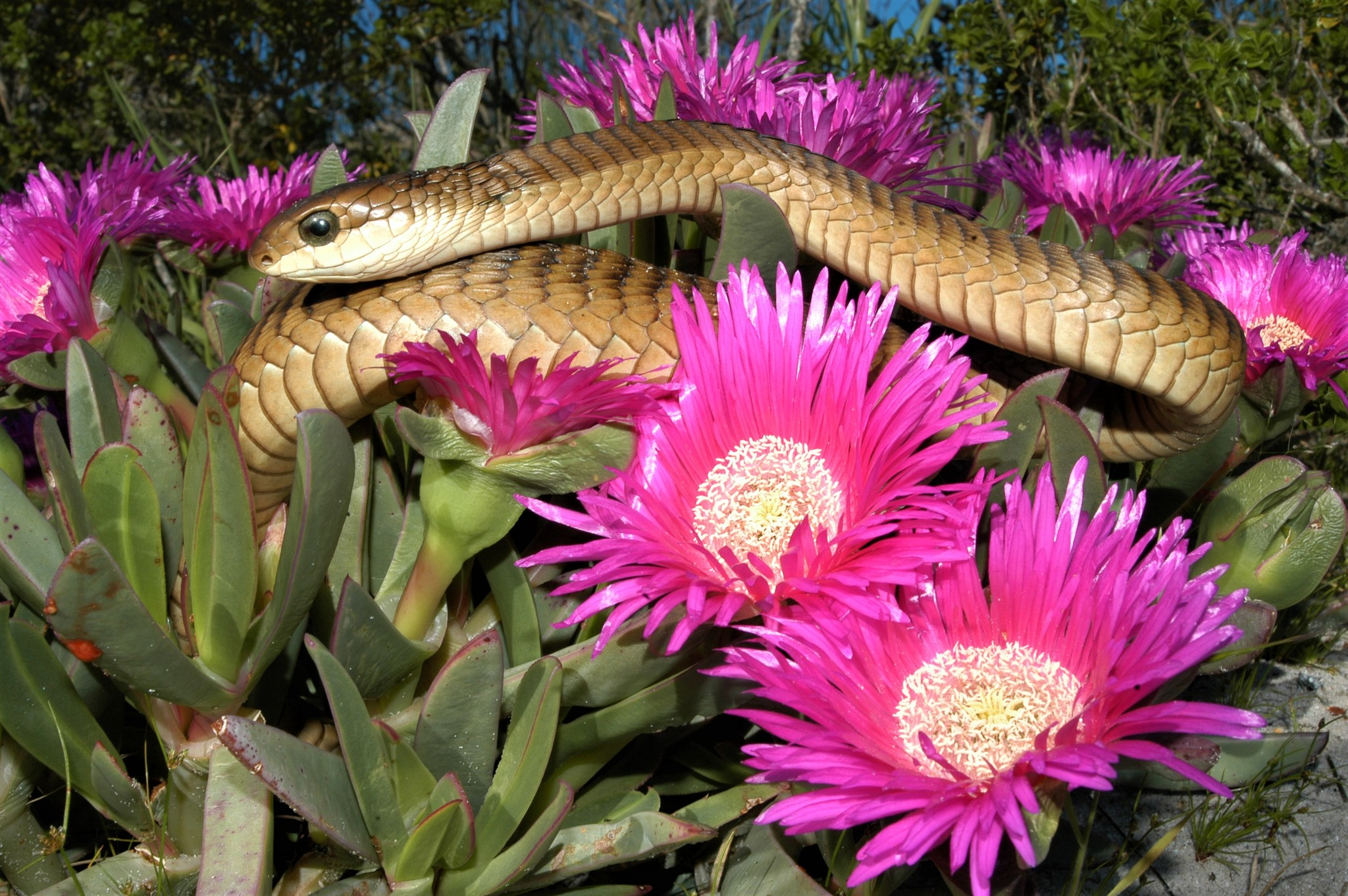
非洲树蛇通常呈绿色且背部带有黑斑，但雌性个体可能呈褐色

非洲树蛇身体侧扁，头部小而短，吻部圆润，尾部细长，颈部明显。其背鳞有约20排，一般较窄而倾斜；腹部有鳞片164—201片，其中雌性鳞片一般多于雄性。该蛇上颚较短，最前方有5—6颗较小的牙齿，随后两侧各有3枚强有力的后沟毒牙。非洲树蛇体色极其多变，不同地区、不同性别、不同年龄的非洲树蛇均可能存在明显差异。一般而言，成年雄性非洲树蛇通常呈绿色或青色，背部覆盖有数道黑斑。成年雌性外貌可能与雄性相仿，但也有可能因两性异形而呈褐色或烟灰色，有时还会有橘色的斑点。比起成年蛇，幼蛇一般背部颜色更深，身体两侧通常呈灰褐色，还会有黑色或蓝色的斑纹。

## 生态与习性

### 栖息地
非洲树蛇适应多种栖息地，在森林、稀树草原、凡波斯等环境中均可觅其踪影。该蛇尤其偏好稀树草原上的树木与高灌木丛，而一般不出没于极为茂密的丛林之中。该蛇通常为树栖，但有时会下到地面的灌木丛中觅食。

### 食性

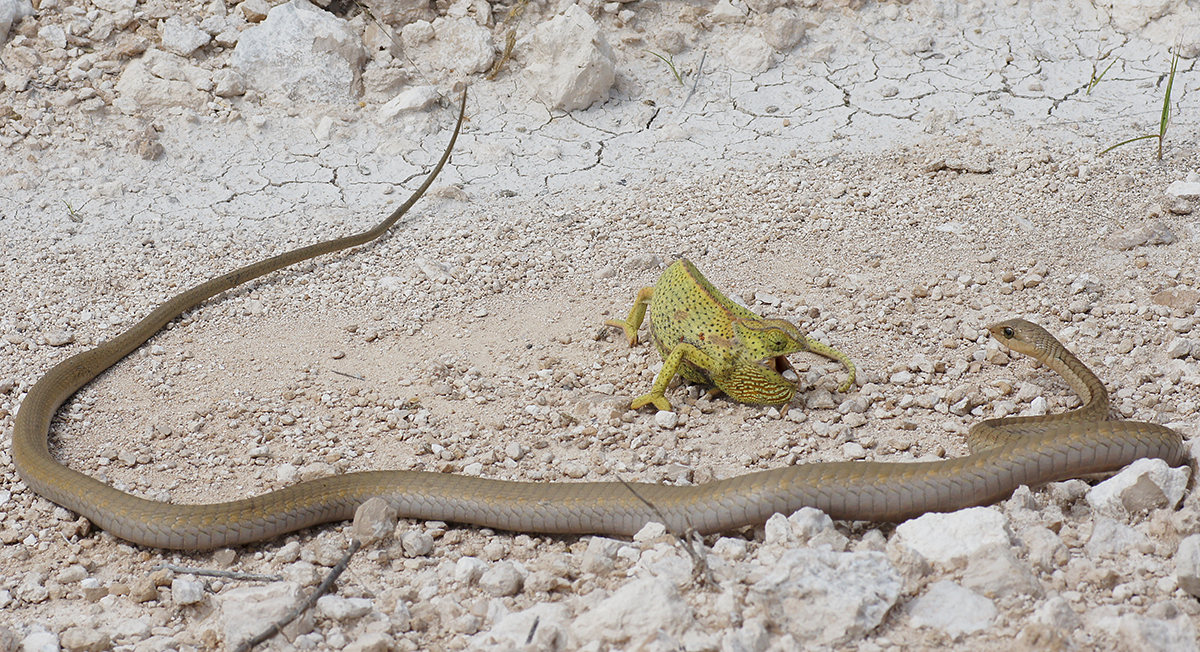
在地面上准备捕食喷点变色龙的非洲树蛇

非洲树蛇主要捕食各种蜥蜴、蛙类、啮齿类以及小型鸟类。在发现猎物后，其会自背后悄然接近目标，靠近后用力将其咬住并注入毒液。随后的动作则取决于其觅食的栖息地以及猎物的种类：面对较大或其毒液生效较慢的猎物，非洲树蛇会躲入周围的灌木丛中，将猎物留在原地，待其被毒液麻痹后再上前吞下以免被挣扎的猎物弄伤；而当其在树上觅食或猎物较小时非洲树蛇会紧咬猎物不放，避免麻痹的猎物自树上坠落或被其他觅食者取走。非洲树蛇是棕岩跳鶥等地面筑巢鸟类的蛋及雏鸟的主要天敌。此外，其还会在捕食织雀的蛋和雏鸟后占据其鸟巢作为庇护所。

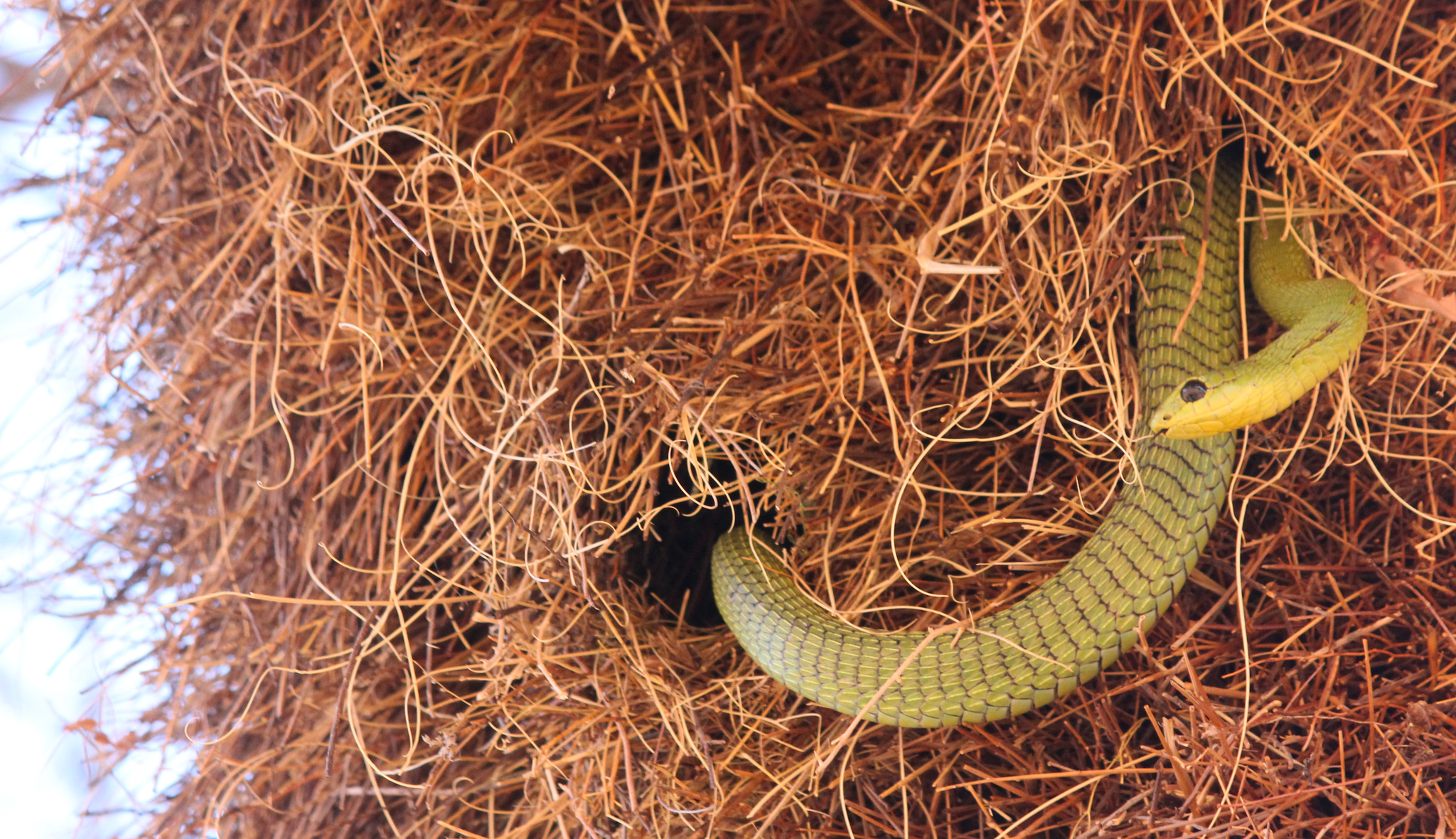
占据织雀巢的非洲树蛇

### 繁殖
非洲树蛇为卵生动物，雌蛇会在交配后数月产下8—23枚卵，蛇卵的孵化期约为2—3月。

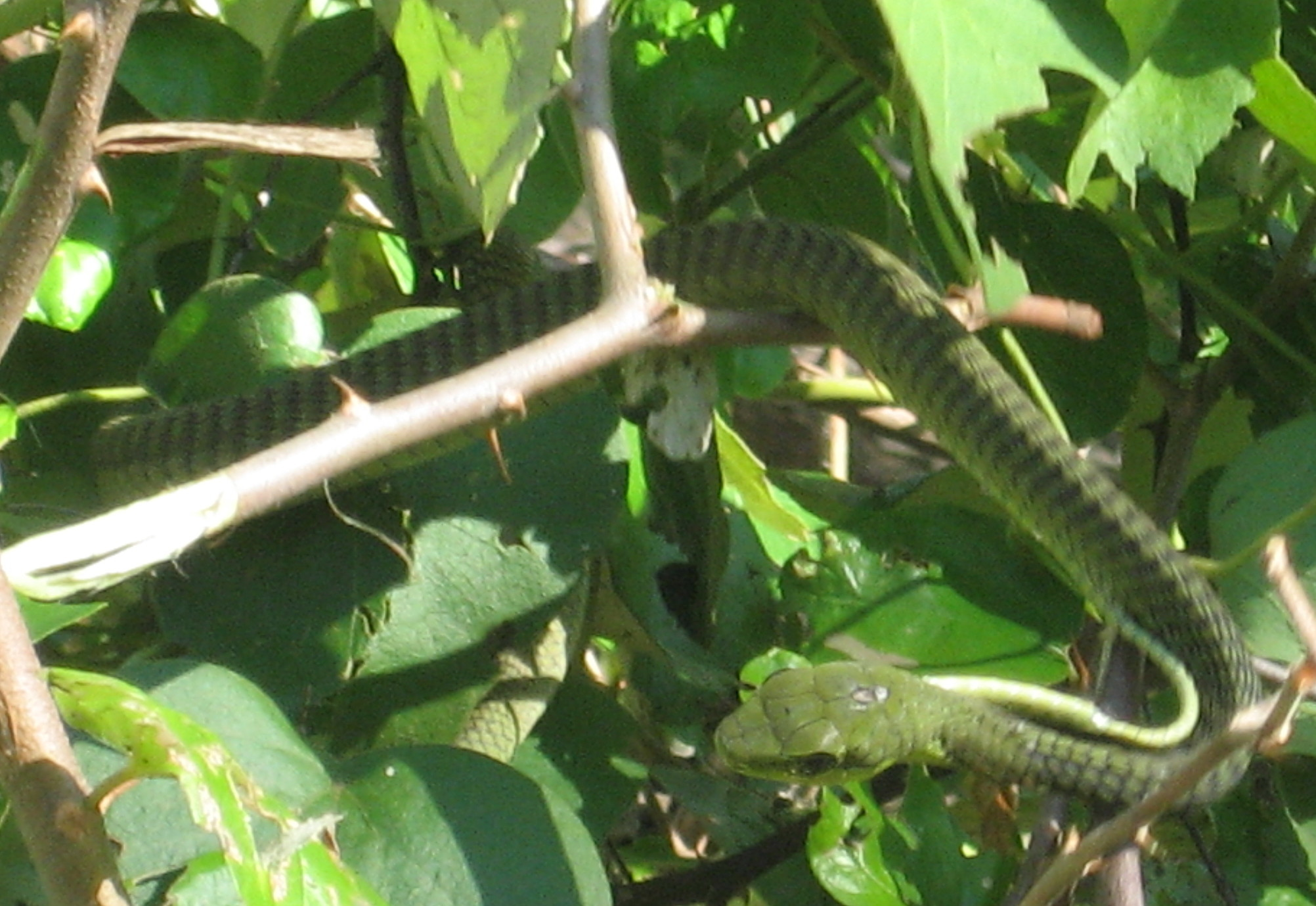
棲息於樹木上的非洲樹蛇

## 与人类的关系
非洲树蛇性情温和而胆小，一般而言不会攻击人类。曾有一名两栖爬行动物学家用木棍反复骚扰一条非洲树蛇，但它并未攻击，而是快速逃离后静止不动，拟态成一根树枝。其一般仅会在被抓握或踩踏时才会攻击。非洲树蛇的咬伤极其凶险——其毒液含有大量金属蛋白酶，可活化凝血因子II、IX和X。这会导致弥散性血管内凝血以及内出血，严重时可致命。非洲树蛇的毒液发作较缓慢，被咬者往往数小时后才会出现明显症状。目前市面上已有针对非洲树蛇毒液的抗蛇毒血清，但生产及临床运用均有限，基本仅限于南非。有临床报告认为由于华法林可抑制凝血，在无抗蛇毒血清时也可用于治疗非洲树蛇咬伤。
1957年，美国芝加哥林肯公园动物园将一条非洲树蛇寄送给当地两栖爬行动物学家卡尔·施密特进行鉴定。施密特认为该蛇隶属于大多数成员毒性微弱的游蛇科且是当时普遍认为无法致命的后槽牙毒蛇，故默认其毒性不强，从而在操作时没有做应对剧毒蛇类的防护措施，导致他遭这条非洲树蛇咬伤。在被咬伤后，由于直至当天晚上未出现中毒症状，施密特仍认为自己是被微毒蛇类咬伤，没有采取医疗措施。然而，该蛇的毒液在数小时后发作，他随后详实记录下中毒后出现的各种症状，并在弥留之际仍拒绝接受医治，称这会“打乱他对症状的记录”。施密特最终在被咬伤不到24小时后死于蛇伤造成的内出血。

## 備註
1. ↑  Boulenger GA (1896). Catalogue of the Snakes in the British Museum (Natural History). Volume III., Containing the Colubridæ (Opisthoglyphæ and Proteroglyphæ) ... London: Trustees of the British Museum (Natural History). (Taylor and Francis, printers). xiv + 727 pp. + Plates I-XXV. (Genus Dispholidus, pp. 186-187; species Dispholidus typus, pp. 187–189, Figure 14).
2. ↑  Figueroa, A; McKelvy, A.D; Grismer, L.L; Bell, C.D; Lailvaux, S.P. . PLOS ONE: e0161070.
3. ↑  Eimermacher, T.G.  (学位论文). UT Arlington. 2012.
4. 1 2 3 4 5  Chippaux, J; Jackson, K. . Johns Hopkins University Press. 2019: 326–329. ISBN 9781421427195.
5. 1 2 3  Smith, C.C.D; Layloo, I; Martiz, R.A; Martiz, B. . Journal of Zoology. 2019, 308 (4): 253–258.
6. 1 2  Berg, P; Berg, J; Berg, R. . African Journal of Ecology. 2020, 58 (4): 858–859.
7. ↑  Largen, M.J; Rasmussen, J.B. . Tropical Zoology. 1993, 6 (2): 313–434.
8. ↑  Oswald, K.N; Diener, E.F; Diener, J.P; Cunningham, S.J; Smit, B; Lee, A.T.K. . Ibis. 2020, 162 (4): 1363–1369.
9. ↑  Lahti, D.C; Lahti, A.R; Dampha, M.J. . Ostrich. 2002, 73 (1): 59–60.
10. ↑  Colias, N.E; Colias, E.C. . Ostrich. 1971, 42 (1): 41–52.
11. ↑  Boycott, R.C; Morgan, D.R. . African Journal of Herpetology. 1990, 38 (1): 51–52.
12. ↑  . Herpetological Review. 1985, 16 (111).
13. 1 2  Marais, J. . Penguin Random House South Africa. 2014: 79–81.
14. 1 2 3  Pla, D; Sanz, L; Whiteley, G; Wagstaff, S.C; Harrison, R.A; Casewell, N.R; Calvete, J.J. . Biochimica et Biophysica Acta (BBA) - General Subjects. 2017, 1861 (4): 814–823.
15. ↑  Aitchison, J.M. . South African Medical Journal. 1990, 78 (1): 39–42.
16. ↑  Corbett, C; Pillay-Fuentes Lorente, V; Muller, G.J; van Rensburg, R. . South African Medical Journal. 2020, 110 (10): 999–1002.

## 外部連結
- （英文）TIGR爬蟲類資料庫：非洲樹蛇
- （英文）Boomslang （页面存档备份，存于）